# Park Seo-joon
Park Seo-joon (Hangul: 박서준; nascido em 16 de dezembro de 1988) é um ator sul-coreano. Fez sua estréia no entretenimento em 2011, aparecendo no vídeo musical da canção "I Remember" de Bang Yong-guk. Além de estrelar as séries de televisão Dream High 2 (2012), Pots of Gold (2013), Witch's Romance (2014) e She Was Pretty (2015). Park apresentou o programa Music Bank de outubro 2013 a abril de 2015.

## Início da vida
Park Seo-joon nasceu em Seul, Coreia do Sul, em 16 de dezembro de 1988. Em seu primeiro ano no colegial, Park pensou em se tornar um ator, e seus pais não se opuseram a sua ambição. Devido ao seu corpo relativamente delgado, seus amigos o encorajaram a experimentar a modelagem. Ele tomou a iniciativa de aprender atuação, durante seu primeiro ano de universidade, e se alistou para serviço militar obrigatório, junto com todos os seus amigos. Em 2011, estreou como ator através de agência de entretenimento KeyEast.

## Filmografia

### Filmes
| Ano  | Título                 | Papel         | Notas        | Ref.   |
| ---- | ---------------------- | ------------- | ------------ | ------ |
| 2011 | Perfect Game           | Chil-goo      |              | [ 8 ]  |
| 2015 | The Chronicles of Evil | Cha Dong-jae  |              | [ 9 ]  |
| 2015 | The Beauty Inside      | Woo-jin       | Participação | [ 10 ] |
| 2017 | Midnight Runners       | Ki-joon       |              | [ 11 ] |
| 2018 | Be with You            | Ji-ho         | Participação | [ 12 ] |
| 2019 | The Divine Fury        | Yong-hoo      |              | [ 13 ] |
| 2019 | Parasita               | Min-hyuk      | Participação | [ 14 ] |
| 2023 | The Marvels            | ASA           | Pós-produção | [ 15 ] |
| ASA  | Concrete Utopia        | Min Sung      |              | [ 16 ] |
| ASA  | Dream                  | Yoon Hong-dae |              | [ 17 ] |

### Televisão
| Ano       | Título                          | Papel                    | Canal   | Notas                         | Ref.   |
| --------- | ------------------------------- | ------------------------ | ------- | ----------------------------- | ------ |
| 2012      | Dream High 2                    | Lee Si-woo               | KBS2    |                               | [ 18 ] |
| 2012–2013 | Shut Up Family                  | Cha Seo-joon             | KBS2    |                               | [ 19 ] |
| 2013      | Pots of Gold                    | Park Hyun-tae            | MBC     |                               | [ 20 ] |
| 2013      | Drama Festival "Sleeping Witch" | Kim Him-chan             | MBC     |                               | [ 21 ] |
| 2013–2015 | Music Bank                      | Ele mesmo                | KBS2    | Apresentador                  | [ 22 ] |
| 2013–2014 | One Warm Word                   | Song Min-soo             | SBS     |                               | [ 23 ] |
| 2014      | Witch's Romance                 | Yoon Dong-ha             | tvN     |                               | [ 24 ] |
| 2014      | Mama                            | Han Geu-roo (mais velho) | MBC     | Participação (episódio 24)    | [ 25 ] |
| 2014      | SBS Drama Awards                | Ele mesmo                | SBS     | Apresentador                  | [ 26 ] |
| 2015      | Kill Me, Heal Me                | Oh Ri-on                 | MBC     |                               | [ 27 ] |
| 2015      | She Was Pretty                  | Ji Sung-joon             | MBC     |                               | [ 28 ] |
| 2016      | Hwarang: The Beginning          | Moo-myung / Sun-woo rang | KBS2    |                               | [ 29 ] |
| 2017      | Fight for My Way                | Ko Dong Man              | KBS2    |                               | [ 30 ] |
| 2018      | Youn's Kitchen 2                | Ele mesmo                | tvN     | Apresentador                  | [ 31 ] |
| 2018      | What's Wrong with Secretary Kim | Lee Young-joon           | tvN     |                               | [ 32 ] |
| 2020      | Itaewon Class                   | Park Saeroyi             | JTBC    |                               | [ 33 ] |
| 2020      | Record of Youth                 | Song Min-soo             | tvN     | Participação (episódios 9-10) | [ 34 ] |
| 2021      | Youn's Stay                     | Ele mesmo                | tvN     |                               | [ 35 ] |
| 2023-2024 | Gyeongseong Creature            | Jang Tae-Sang            | Netflix | Temporada 1 e 2               | [ 36 ] |
| 2025      | Waiting for Gyeong Do           | Lee Gyeong Do            | ASA     |                               |        |

### Aparições em vídeos musicais
| Ano  | Canção               | Artista       |
| ---- | -------------------- | ------------- |
| 2011 | "I Remember"         | Bang Yong-guk |
| 2014 | "One Two Three Four" | The One       |

## Discografia
| Título                  | Ano  | Álbum                               |
| ----------------------- | ---- | ----------------------------------- |
| "New Dreaming" (com JB) | 2012 | Dream High 2 OST                    |
| "Come into My Heart"    | 2014 | Witch's Romance OST                 |
| "Letting You Go"        | 2015 | Kill Me, Heal Me OST                |
| "Long Way"              | 2015 | She Was Pretty OST                  |
| "Our Tears"             | 2017 | Hwarang: The Poet Warrior Youth OST |

## Prêmios e indicações
| Ano  | Prêmio                        | Categoria                  | Trabalho indicado | Resultado |
| ---- | ----------------------------- | -------------------------- | ----------------- | --------- |
| 2013 | Korea Drama Awards            | Melhor Ator Revelação      | Pots of Gold      | Venceu    |
| 2013 | APAN Star Awards              | Melhor Ator Revelação      | Pots of Gold      | Indicado  |
| 2013 | MBC Drama Awards              | Melhor Novo Ator           | Pots of Gold      | Indicado  |
| 2014 | Baeksang Arts Awards          | Melhor Ator Revelação (TV) | One Warm Word     | Indicado  |
| 2014 | Herald Donga Lifestyle Awards | Melhor Estilo do Ano       | —                 | Venceu    |
| 2014 | SBS Drama Awards              | Prêmio de Nova Estrela     | One Warm Word     | Venceu    |